# Tilja Tepe
Tilja Tepe, Tillia tepe ali Tillā tapa (perzijsko طلاتپه, latinizirano: -Ṭalā-tappe, dobesedno 'Zlati grič' ali 'Zlata gomila') je arheološko najdišče v severni afganistanski provinci Džovzdžan blizu Šeberghana, ki ga je leta 1978 izkopala sovjetsko-afganistanska ekipa, ki jo je vodil sovjetski arheolog Viktor Sarianidi. Tam najdeni predmeti so pogosto znani kot baktrijsko zlato.
Zaklad je zbirka okoli 20.600 okraskov, kovancev in drugih vrst artefaktov iz zlata, srebra, slonovine itd., ki so jih našli v šestih grobnih gomilah, postavljenih za pet žensk in enega moškega, z izjemno bogatim nakitom iz okoli 1. stol. pr. n. št.-1. stol. n. št.. Okraski vključujejo ogrlice, okrašene s poldragimi kamni, pasove, medaljone in krono. Po odkritju je zaklad izginil med vojnami v Afganistanu, dokler ga niso 'ponovno odkrili' in prvič javno nanj opozorili leta 2003.
Močno utrjeno mesto Jemši Tepe, le pet kilometrov severovzhodno od sodobnega Šeberghana na cesti v Akča, je le pol kilometra od zdaj znane nekropole Tilja Tepe.

## Datacija in kontekst
Več kovancev, datiranih v zgodnje 1. stoletje n. št., pri čemer nobeden ni datiran pozneje, nakazuje, da je bil pokop v 1. stoletju n. š. Kovanci, najdeni pri izkopavanjih, so pripadali Tiberiju (16–21 n. št.), Mitridatu II. (123–88 pr. n. št.) in vladarju Jueži Sapadbizes (20 pr. n. št. – 20 n. š.). Pokop bi lahko ustrezal skitskim ali partskim plemenom, ki so živela na tem območju. Bolj verjetno je, da so po padcu Grško-baktrijskega kraljestva in pred vzponom Kušanskega cesarstva pripadali Juežijem/zgodnjim Kušanom. Ustrezajo času, ko se Juežiji še niso srečali z budizmom.
V eni od grobnic so našli srebrnik iz časa vladavine partskega kralja Mitridata II., ki je vladal ok. 123–88 pr. n. št. Kovanec je bil najden v grobnici III in ga je očitno držala v roki pokopana ženska.
Imitacija zlatega kovanca partskega kralja Gotarza I. (95–90 pr. n. št.) je bila najdena v levi roki ženske v grobnici VI. Dejstvo, da je ta kovanec v zlatu in ne v srebru ali bronu, kot je običajno pri partskih kovancih, nakazuje, da je bila ta imitacija izdelana v prestižne namene. Na kovancu je spredaj vtisnjena upodobitev tistega, kar bi lahko bil lokalni poglavar. Protižig je bil dodan, da ne bi poškodoval portreta partskega kralja, kar morda kaže na določeno stopnjo odvisnosti od Partov.
V grobnici III so našli zlatnik, ki prikazuje doprsni kip v profilu z vencem okronanega rimskega cesarja Tiberija. Na hrbtni strani je ustoličena, razkošno drapirana ženska figura, ki drži vejico in žezlo. Kovanci te vrste so bili kovani v mestu Lugdunum (sodobni Lyon) v Galiji med letoma 16 in 21 n. št.
V grobnici IV (moški bojevnik) so našli budistični zlatnik iz Indije. Na hrbtni strani je upodobljen lev z nandipado, z legendo Kharošthi Sih[o] vigatabhay[o] ('Lev, ki je pregnal strah'). Sprednja stran prikazuje skoraj golega moškega, ki nosi samo helenistično klamido in klobuk s petazom (ikonografija, podobna Hermesovi/Merkurjevi) vrti kolo. Legenda v Kharošthiju se glasi Dharmacakrapravata[ko] ('Tisti, ki je vrtel kolo zakona'). Domneva se, da je to morda zgodnja upodobitev Bude.
Nazadnje je bilo ugotovljeno, da je zelo obrabljen kovanec pripadal poglavarju Jueži Heraiosu ali Sapadbizesu (20 pr. n. št. - 20 n. š.).
Domneva se, da je najdišče najverjetneje pripadalo Juežijem (bodočim Kušanom). Druga možnost je, da bi lahko pripadal Sakom (azijskim Skitom), ki naj bi se kasneje preselili v Indijo, znani kot Indo-Skiti, ali k vzhodnim Partom. Več artefaktov je zelo skladnih s skitskim izvorom, kot je kraljeva krona ali okrašena bodala z več lopaticami, odkrita v grobnicah. Več trupel je pokazalo obredno deformacijo lobanje, prakso, ki je dobro dokumentirana med srednjeazijskimi nomadi tistega obdobja.

## Kulturni vplivi
Ti deli imajo veliko skupnega s slavnimi skitskimi zlatimi artefakti, ki so jih našli na tisoče kilometrov zahodno na bregovih Bosporja in Hersoneza.
Vendar pa ugotovitve preveva visok kulturni sinkretizem. Helenistične kulturne in umetniške vplive je mogoče najti v številnih oblikah in človeških upodobitvah (od amorinijev do prstanov z upodobitvijo Atene in njenim grškim imenom), ki jih je mogoče pripisati obstoju Selevkidskega cesarstva in Grško-baktrijskega kraljestva v istem obdobju do okoli leta 140 pr. n. št. in nadaljnji obstoj indo-grškega kraljestva na severozahodni Indijski podcelini do začetka naše dobe.
Artefakti so bili tudi pomešani s predmeti, ki so prihajali od veliko dlje, kot je nekaj kitajskih artefaktov (zlasti kitajska bronasta ogledala) in nekaj indijskih (okrašene plošče iz slonovine). Zdi se, da je to priča o bogastvu kulturnih vplivov na območju Baktrije v tistem času.

## Izguba in ponovno odkritje
Zaklad naj bi bil izgubljen na neki točki v 1990-ih, Narodni muzej Afganistana je bil večkrat izropan, kar je povzročilo izgubo 70 % od 100.000 razstavljenih predmetov. Leta 2003 pa so ga našli v skrivnih trezorjih pod stavbo centralne banke v Kabulu.
Leta 1989 je po odločitvi odbora zadnji komunistični predsednik Afganistana Mohamed Najibulah ukazal, da se zaklad preseli iz muzeja v podzemni trezor Centralne banke Afganistana v Kabulu. Vrata trezorja so bila zaklenjena s ključi razdeljeni petim zaupanja vrednim osebam.
Leta 2003, po odstavitvi talibanov, je nova vlada želela odpreti trezor, vendar imetnikov ključev (imenovanih tavadars) ni bilo mogoče priklicati, ker so bila njihova imena namerno neznana. Hamid Karzai je moral izdati odlok, s katerim je generalnega državnega tožilca pooblastil za nadaljevanje vdora v sefe. Toda čez čas je bilo pet ključev uspešno sestavljenih in trezor odprt. Od takrat je National Geographic Society katalogiziralo zbirko, ki se zdi popolna – 22.000 predmetov. Priča ponovnemu odprtju sta bila tudi sodelavec raziskovalca National Geographica in arheologije Fredrik Hiebert in arheolog, ki je prvotno našel zaklad, Viktor Sarianidi.
Po dogovoru med afganistansko vlado in Francijo je bila zbirka ovrednotena in mednarodno prikazana na razstavi v sodelovanju z več uglednimi muzeji in National Geographic Society.

## Razstave
Nekatere najbolj spektakularne najdbe so bile del potujoče razstave z naslovom Afganistan: Skriti zakladi iz Narodnega muzeja v Kabulu ali Afganistan: Razpotja starodavnega sveta, ki je bila prvič na ogled decembra 2006 v francoskem Musee Guimet v Parizu. Razstava, ki jo je podprl The National Geographic, je bila od 25. maja do 7. septembra 2008 tudi v Narodni galeriji umetnosti v Washingtonu, D. C.; od 24. oktobra 2008 do 25. januarja 2009 je bila zbirka v Muzeju azijske umetnosti v San Franciscu; od 22. februarja do 17. maja 2009 je potoval v Muzej lepih umetnosti v Houstonu in nato v Metropolitanski muzej umetnosti v New Yorku od 23. junija do 20. septembra 2009; Kanadski muzej civilizacije v Gatineau-Ottawi je imel razstavo od 23. oktobra 2009 do 28. marca 2010; Bonnski muzej v Nemčiji od 11. junija 2010 do 2. januarja 2011, od 3. marca 2011 do 3. julija 2011 Britanski muzej v Londonu in od novembra 2011 do marca 2012 Etnografski muzej v Stockholmu. Od 22. marca do 28. julija 2013 je bila razstava na ogled v Melbournskem muzeju, sledil je Queenslandski muzej od 5. septembra 2013 do 27. januarja 2014, Umetnostna galerija Novega Južnega Walesa od 6. marca do 1. junija 2014 in od 5. julija do 16. novembra 2014 v Zahodnoavstralskem muzeju v Perthu in kasneje gostoval v Tokijskem narodnem muzeju od 12. aprila do 19. junija 2016 in pozneje od 17. maja do 17. junija 2017 v palačnem muzeju v Pekingu. Razstava je gostovala tudi v Muzeju orientalske umetnosti v Torinu v Italiji, na ogled pa je bil tudi Nieuwe Kerk v Amsterdamu. Kasneje se je potujoča razstava nadaljevala v Hongkonškem zgodovinskem muzeju od 16. novembra 2019 do 10. februarja 2020.
Do leta 2020 so razstave Afganistanu prinesle več kot 350 milijonov Afs (4,5 milijona USD). Leta 2021 je Mohamed Tahir Zuhair napovedal, da bo zlato poslano v tujino na ogled in hrambo.

## 2021
Avgusta 2021 so talibani prevzeli nadzor nad Kabulom in zaklad je očitno spet pogrešan.

## Galerija
- Afrodita in Eros. Grobnica II, Tilja Tepe.
- Kipec krilate figurice
- Okraski iz blaga
- Zapestnice
- Okrasne zvezdice. Grobnica I.
- Amorini jahajo na ribah, Tilja Tepe. Grobnica II.
- Prstani; levi predstavlja sedečo Ateno. Grobnica II.
- Ogrlica. Grobnica II.
- "Kralji z zmaji". Grobnica II.
- Možje v oklepih, v grški bojni opremi. Grobnica III.
- "Akinakes" večkrilna okrašena bodala. Grobnica IV.
- Dioniz in Ariadna jahata leva. Grob VI.